# 1184 p.n.e.
| [ Edytuj tabelę ] |                                                                    |
| Król Asyrii       | - 1192 p.n.e. Ninurta-apil-Ekur 1179 p.n.e.                        |
| Król Aten         | - 1204 p.n.e. Menesteusz (?) 1181 p.n.e.                           |
| Władca Chin       | - 1192 p.n.e. Zu Geng 1184 p.n.e. - 1184 p.n.e. Zu Jia 1177 p.n.e. |
| Władca Egiptu     | - 1186 p.n.e. Setnacht 1183 p.n.e.                                 |
| Władca Elamu      | - 1185 p.n.e. Szutruk-Nahhunte I 1155 p.n.e.                       |
| Władca Hetytów    | - 1207 p.n.e. Suppiluliuma II 1178 p.n.e.                          |

Rok 1184 p.n.e.
stulecia: XIII wiek p.n.e. ~
XII wiek p.n.e. ~
XI wiek p.n.e.

lata: 1194 p.n.e. «
1188 p.n.e. «
1187 p.n.e. «
1186 p.n.e. «
1185 p.n.e. «
1184 p.n.e. »
1183 p.n.e. »
1182 p.n.e. »
1181 p.n.e. »
1180 p.n.e. »
1174 p.n.e.

## Wydarzenia
- 24 kwietnia – upadek Troi (data tradycyjna).

## Zdarzenia astronomiczne
- 23 stycznia – częściowe zaćmienie Słońca
- 22 lutego – częściowe zaćmienie Słońca
- 19 lipca – częściowe zaćmienie Słońca
- 18 sierpnia – częściowe zaćmienie Słońca